# Chubby Gristle
Chubby Gristle è un videogioco a piattaforme sviluppato dalla Grandslam Entertainment e pubblicato da Gremlin Graphics nel 1988 per diversi home computer.
Ottenne recensioni generalmente negative in tutte le versioni, per la grafica datata e la scarsa giocabilità.

## Modalità di gioco
Scopo del gioco è guidare il parcheggiatore Chubby Gristle alla ricerca di cibo. Il nome del personaggio, in lingua inglese, sta appunto a significare una persona con problemi di peso ("cicciotto").
Per progredire nel gioco occorre attraversare le varie schermate raccogliendo hamburger, cioccolato e ogni sorta di alimentari. Per fare ciò il nostro personaggio dovrà camminare e saltare sulle varie piattaforme (che ricordano da vicino la serie di Monty Mole, in particolare Monty on the Run), scalare rupi e usare ascensori, prestando sempre molta attenzione alle cadute precipitose o agli oggetti in movimento che fanno perdere una vita.
Tra i vari scenari troviamo il parcheggio, il supermarket, il pub e, infine, la agognata cena preparata da Miss Gristle.